# Erik Ejegod
Erik Ejegod (ca. 1055 i Slangerup – 10. juli 1103 i Pafos på Cypern) var Danmarks konge 1095-1103. Han oprettede et ærkebispesæde i Lund og fik sin bror Knud den Hellige helgenkåret.

## Regeringstid
Erik Ejegod var den fjerde af Svend Estridsens sønner, som blev konge i Danmark. Han blev valgt i 1095 efter broderen Oluf 1. Hungers død. Erik Ejegod var ved sin broder Knuds side, da denne blev dræbt i Odense. I begyndelsen af sin regeringstid var han ifølge et skjaldekvad engageret i at bekæmpe venderne i Nordtyskland. Dette folkeslag var trængt af germanerne, der var i færd med at kolonisere den østlige del af Tyskland, og venderne slog sig derfor på plyndringer i den sydlige del af Danmark. Det lykkedes Erik at erobre vendernes vigtigste base, Rügen, og han indsatte sin søstersøn Henrik som vendernes fyrste.
Erik Ejegod genoptog de tidligere kongers indsats for at løsrive den danske kirke fra ærkebispedømmet Hamborg-Bremen. I 1098 foretog han den lange rejse til Rom og videre til Bari for at møde pave Urban 2., der havde foranstaltet et kirkemøde i Bari i håb om at læge splittelsen mellem den vestlige kirke og østkirken. Kong Erik på sin side håbede at opnå tilladelse til at få sin bror Knud den Hellige kanoniseret, samt at få et nordisk ærkebispesæde oprettet i Lund. Af Knytlingasagaen og Abbed Nikolaus' rejse ved vi, at Erik Ejegod på vejen grundlagde et herberg i Piacenza. Også i Lucca sørgede han for nordiske pilgrimmes velfærd.
I 1103 lykkedes det ham med pave Urbans velsignelse at oprette et selvstændigt dansk ærkebispesæde i Lund. Ærkebiskop Asser, som Oluf havde udnævnt til biskop i Lund, blev nu Nordens første ærkebiskop. Ved samme lejlighed udvirkede Erik at få sin bror Knud helgenkåret.

## Valfart
Erik besluttede i 1103 at drage på pilgrimsfærd til Jerusalem, som i 1099 under det første korstog var blevet tilbageerobret fra muslimernes besættelse. Erik rejste med sit store følge over Novgorod i Rusland og besøgte kejseren af det byzantinske rige i Konstantinopel (Miklagård), hvor han formanede livgarden af danske væringer om ikke at henfalde til drukkenskab. Han nåede dog aldrig til Jerusalem, men døde på Cypern – vistnok ved Pafos, hvor han blev begravet. Hans gravsted er ukendt.
Hans dronning, Bodil Thrugotsdatter, fortsatte rejsen til Det hellige Land, hvor hun skal være død på Oliebjerget af sygdom. Erik Ejegod efterlod sig sønnerne Harald Kesja, Erik Emune og Knud Lavard. Førstnævnte havde styret riget under kongeparrets rejse til det hellige land, men han blev ikke valgt til konge efter sin far. I stedet valgtes endnu en af Sven Estridsens sønner som konge, nemlig Eriks bror Niels.

## Kirken i Slangerup
Saxo hævder, at Erik befalede en vældig kirke - den blev en af Nordens største stenkirker - opført på sit fødested i Slangerup. Som en særlig hæder fik han flere relikvier - en splint af Herrens kors, samt Skt. Nikolajs ben sendt til Slangerup kirke, hvor alteret stod på det sted, hvor han hævdede at være kommet til verden. Saxos beretning samsvarede ikke med nogen kendt kirke; men i 1936 blev der foretaget en række mindre udgravninger i det ældste Slangerup, og her stødte arkæologerne på nordenden af en nedrevet stenkirke. I 1945 og 1973 blev vestpartiet og østpartiet af kirken undersøgt, og grundplanen kom for en dag. Der var tale om en treskibet kirke i frådsten, det foretrukne byggemateriale til kirker omkring 1100. Den var 51 m lang og godt 17 m bred og mindede om Roskilde Domkirke. Ifølge kilderne lå her en kongsgård, hvor Svend Estridsen holdt til, og som hans søn altså skal have udpeget som sit fødested.
Erik Ejegods vældige kirke indgik 1175 i Cistercienserordenens første (og største) nonnekloster i Danmark. Efter reformationen blev bygningerne nedrevet, og materialerne solgt til opførelsen af Frederiksborg Slot i Hillerød. Selv er kong Erik beæret med en massiv granitstatue af sig på Slangerups rådhusplads.
Ud fra udgravningernes resultater har man rekonstrueret kirkens grundplan. I dag er der ingen synlige spor efter kirken, men dens fundamenter er stadig bevaret under de nuværende huse i Svaldergade.
Ved kirken lå også en kirkegård, og man har påvist et større antal grave i Svaldergade, nord for kirken.

## Mindesmærker
I 1887 rejstes der en mindesten i Slangerup over Erik Ejegod og dronning Bodil (flyttet i 1922). I 1915 rejstes på Borgvold i Viborg en mindesten for Erik Ejegod. I 1995 blev der også rejst en granitstatue af kong Erik i fødebyen Slangerup.

## Samtidige kilder
Der er kun overleveret få skriftlige kilder om Erik Ejegod fra tiden kort efter hans død: Roskildekrøniken, som var stærkt kritisk i sin fremstilling af hans virke; og Saxo, som hyldede ham som den "ejegode" konge.

## Eksterne links
- Erik Ejegod på gravsted.dk
- Fenger, Ole (2002-2005).  Olaf Olsen (red.). Oluf Hunger (1086-95) og Erik Ejegod (1095-1103) Gyldendals og Politikens Danmarkshistorie. Hentet 28. maj 2018.
- heimskringla.no – Saxo Grammaticus : Erik Ejegod
- Min Verdenshistorie – Middelalderen 1087-1499 Arkiveret 14. februar 2004 hos  Wayback Machine af Søren Sørensen